# SOMUA ZZ D 1 et 2
Les SOMUA ZZ D 1 et D 2 sont deux prototypes de petit autorail livrés au PLM en 1933 par le constructeur de camions et d'engins militaires SOMUA. Tel un autobus sur rail, il roule sur deux essieux et ne possède qu'une cabine de conduite. Leur constructeur les désigne sous le type AL.

## Histoire
Le PLM a testé ces deux prototypes entre Vénissieux et Rives où ils se sont montrés capables de transporter 50 voyageurs et une tonne de bagages à la vitesse de 100 km/h.
Le 1er juin 1933, ils entrent en service entre Pontarlier et Gilley, marquant le début des services réguliers d'autorails sur le réseau PLM.
Ils sont retirés du service (avec leurs homologues BDR ZZ A 1 à 6) en avril 1939 avec la fermeture au service voyageurs des lignes Pontarlier - Gilley et Pontarlier - Vallorbe.

## Caractéristiques

### Caractéristiques générales

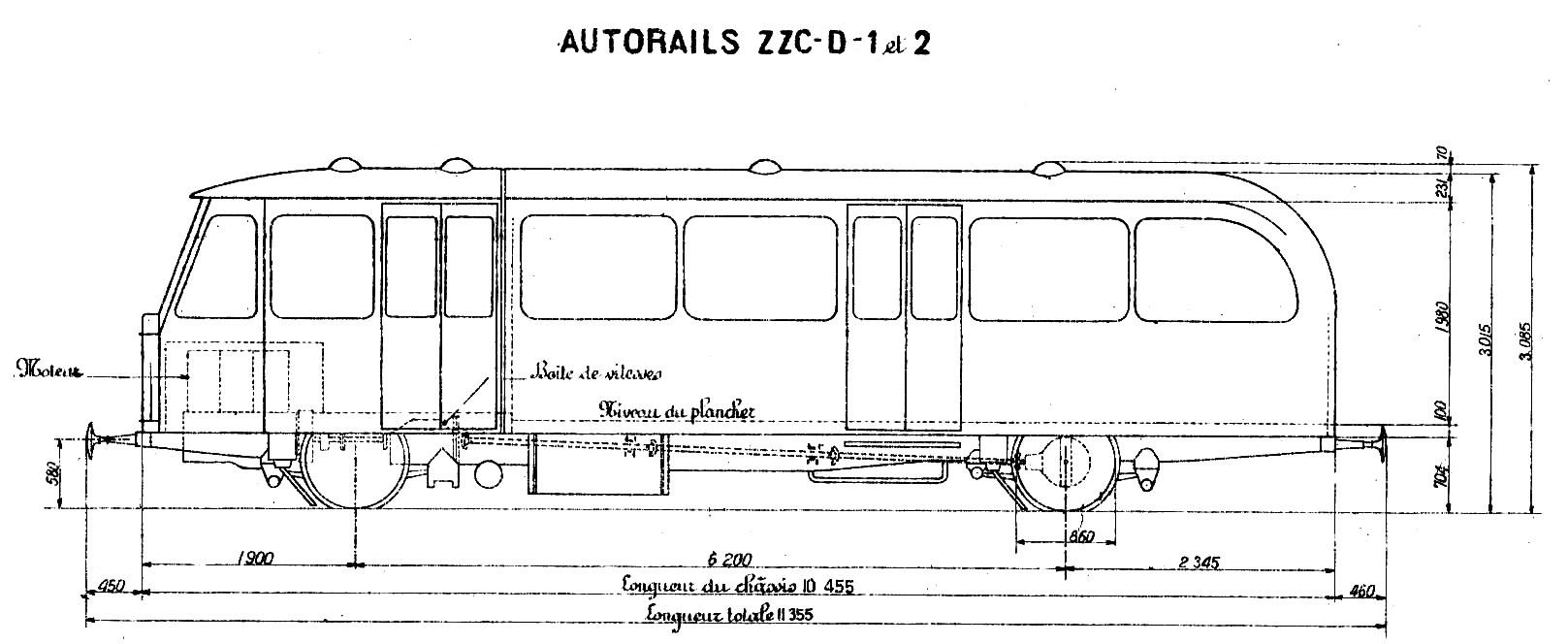
Diagramme des autorail SOMUA type AL du PLM.

L'autorail évoque un autocar à cabine avancée de l'époque. Avec un seul poste de conduite, il n'est pas réversible. Sa marche arrière lui permet de reculer à 11,4 km/h.
L'autorail mesure 11,355 m hors tampons pour un châssis de 10.455 m.
La caisse est large de 2,830 m mais celle de l'autorail atteint 3.140 m avec les marche-pieds.
La hauteur est de 3,015 m (3,085 hors tout).
La masse totale en charge est de 16,920 t, qui se répartissent presque à égalité sur les essieux, avec une masse adhérente de 8,470 t sur l'essieu arrière moteur.
Cette masse se décompose comme suit :
- Masse à vide : 11,275 t dont 5,640 t sur l'essieu avant,
- Outillage, pièces de rechange et accessoires : 0,037 t
- Huile de graissage : 0,028 t
- Eau de refroidissement : 0,040 t
- Combustible : 0,175 t
- Sable : 0,240 t
- Voyageurs et personnel : 4,125 t
- Bagages : 1,000 t

### Motorisation
Le moteur, en porte-à-faux avant, est un trois cylindres Diesel 2 temps Junkers type 85LC3 de la Compagnie lilloise de moteurs (CLM) développant 80 ch, soit 60 kW. Le réglage de l'alimentation en combustible s'effectue par un régulateur centrifuge ou par la pédale d’accélérateur qui se substitue alors au régulateur. Cette pédale dispose d'une butée réglable d’admission maximale.
La transmission s'effectue par l'intermédiaire d'une boite mécanique à 4 vitesse et un arbre de transmission entraînant l'essieu arrière.